# Rafael Guijosa
Rafael Guijosa, španski rokometaš, * 31. januar 1969, Madrid.
Leta 1996 je na poletnih olimpijskih igrah v Atlanti v sestavi švedske reprezentance osvojil bronasto olimpijsko medaljo; uspeh je ponovil še leta 2000. 